# Mein Onkel Benjamin (1973)
Mein Onkel Benjamin ist eine deutsch-ungarische Literaturverfilmung von Thomas Engel aus dem Jahr 1973. Der Fernsehfilm beruht auf dem gleichnamigen Roman Mein Onkel Benjamin von Claude Tillier.

## Handlung
Dr. Benjamin Rathery ist empört, haben seine Schwester Marie und Pfarrer Pierre-Louis doch hinter seinem Rücken eine mögliche Verlobte für ihn ausgewählt. Benjamin soll Arabella Minxit, die Tochter von Arzt und Scharlatan Minxit heiraten. Die ist lang und dürr, hat rote Haare und Sommersprossen, ist jedoch eine gute Partie. Benjamin weiß, dass Arabella vom adeligen Vicomte Victor de Pont-Cassé umschwärmt wird, während er selbst mit stillschweigender Einwilligung und sehr zum Unwillen seiner Schwester die verheiratete Wirtin Manette liebt. Da Marie dem Arzt Minxit bereits Benjamins Besuch angekündigt hat, fährt er notgedrungen mit seinem Schwager Jacques zu Minxit. Unterwegs treffen sie auf einen Sergeanten, den sie mitnehmen. Sie machen Zwischenstation bei Manette und vergessen über Essen und Wein die Weiterfahrt. Marie erscheint am nächsten Morgen und holt Benjamin aus Manettes Bett. Sie zwingt ihn, mit Pierre-Louis Minxit aufzusuchen.
Minxit besitzt Unmengen Land und ein großes Gut, was Benjamin jedoch nur wenig beeindruckt. Er ist mit seinen einfachen Verhältnissen zufrieden und lehnt es auch ab, mit Minxit und Arabella auf die Jagd zu gehen. Stattdessen begibt er sich mit Pierre-Louis auf eine Wanderung. Hier treffen beide auf den im Volk gefürchteten Marquis de Chatelot. Während Pierre-Louis ehrerbietig dienert, verweigert Benjamin den Gruß, da der Marquis ihn nicht grüßt, und duzt den Marquis, als dieser ihn duzt. Der Marquis lässt ihn auf sein Schloss verschleppen, sieht jedoch von einer körperlichen Strafe ab. Stattdessen demütigt er ihn, indem er Benjamin vor seinen Männern seinen bloßen Hintern küssen lässt. Minxit, der zu Benjamins Rettung aufgebrochen ist, will diesen rächen, doch rät Benjamin ihm ab. Der Marquis hat mehr Männer und ein Landfriedensbruch würde alle teuer zu stehen kommen. Sein Moment der Rache ist gekommen, als der Marquis beim Essen eine Fischgräte verschluckt und Benjamin als Arzt um Hilfe ersucht. Benjamin macht dem Marquis erst klar, dass Gräten giftig sind und schnell töten können, und besteht vor der dringend nötigen Rettung darauf, dass der Marquis nun ihm vor allen Angestellten den bloßen Hintern küsst. Notgedrungen stimmt der Marquis zu. Da Benjamin die Gräte erfolgreich entfernt, erhält er vom Marquis zudem einen hohen Geldbetrag ausgezahlt, den er jedoch nicht behalten, sondern an den Marquis zurücksenden will. Er will nicht, dass sich der Marquis so sein Schweigen erkauft. Gleichzeitig wird Benjamin jedoch wegen hoher Schulden von einem Gläubiger verklagt und zu einer Gefängnisstrafe verurteilt, weil er sich dem Gericht gegenüber ungebührlich verhalten hat. Minxit kauft ihn aus dem Gefängnis frei.
Benjamin weiß, dass er reinen Tisch machen muss. Er will Arabella nicht heiraten, zumal er erkennt, dass diese den Vicomte Victor de Pont-Cassé wirklich liebt. Er schreibt Minxit einen Brief, in dem er auf die Hand von Arabella verzichtet. Er kann es dennoch nicht lassen, Pont-Cassé wegen seiner adeligen Abstammung zu beleidigen, und wird von ihm zum Duell gefordert. Mit einem Trick besiegt Benjamin ihn im Duell, verschont aber sein Leben. Wenig später erfahren Benjamin und Minxit, dass Pont-Cassé und Arabella zusammen geflohen sind. Sie folgen ihnen bis zu einem Gasthof. Es stellt sich heraus, dass Pont-Cassé hier mit einem Gast ein Duell begonnen hat und dabei getötet wurde. Arabella, die von Pont-Cassé schwanger war, hat daraufhin vorzeitige Wehen bekommen und liegt im Sterben. Benjamin geht zu ihr und sie stirbt kurz darauf. Minxit ist nun ein gebrochener Mann. Er weiß, dass ihm nur noch wenige Tage zu leben bleiben und lädt alle Freunde zu einem großen Festmahl in sein Haus ein. Er will auf seinen Gütern beerdigt werden, doch besteht Pierre-Louis auf einer Bestattung auf dem Friedhof. Der Pfarrer verbietet schließlich der Gemeinde, dem Sarg zu folgen, und so sind es Benjamin und der Sergeant, den Minxit auf Benjamins Bitten auf dem Gut angestellt hatte, die Minxit die letzte Ehre erweisen.

## Produktion
Thomas Engels Version ist die fünfte Verfilmung des Romans von Claude Tillier und die zweite fürs Fernsehen. Die weltweit erfolgreichste ist Der Mann im roten Rock (1969) von Édouard Molinaro mit Jacques Brel als Benjamin und Claude Jade als Manette. Während auch in der ersten Stummfilmversion Mon oncle Benjamin von 1924 Benjamin und Manette ein Paar waren, bleiben sie hier locker in einer erotischen Romanze verbunden. 
Anders als auf dem Cover der DVD angegeben, spielt Dieter Hallervorden nicht die zweite Haupt- sondern eine Nebenrolle als Sergeant.
Mein Onkel Benjamin wurde in Co-Produktion von Hungarofilm und dem ZDF gedreht. Der Film beruht auf Motiven des gleichnamigen Romans von Claude Tillier. Die Kostüme schuf Fanny Kemenes, die Ausstattung stammt von Tivadar Bertalan. Der Film lief am 1. Juli 1973 erstmals im ZDF im deutschen Fernsehen. Im Jahr 2009 wurde er auf DVD veröffentlicht.